# Автоноя
Автоно́я (грец. Αὐτονόη) — персонажка давньогрецької міфології. Старша дочка Кадма й Гармонії, дружина Арістея, мати Актеона. Сестра Агави та Семели. Разом із вакханками вбила свого небожа Пентея.